# 奈德
是2023年上映的美国传记運動片，讲述2010年代初多次横渡佛罗里达海峡的游泳健将黛安娜·耐德的传奇经历。电影改编自耐德2015年出版的回忆录《Find a Way》由伊莉莎白·柴·瓦沙瑞莉和金国威夫妇联袂执导，是两人第一次执导剧情长片，编剧则由朱莉亚·考克斯担任。演出阵容包括安妮特·班寧、茱迪·科士打和瑞斯·伊凡斯。
电影于2023年9月1日在第50届特柳赖德电影节首映，2023年10月20日在部分影院上映，11月3日登陆Netflix。电影收获影评人的普遍好评，其中班宁和科士打的表演获得表扬。两人也凭借该片获得第96屆奧斯卡金像獎、第81届金球奖及第30届美国演员工会奖的最佳女主角及最佳女配角提名。

## 剧情
2010年，60岁的黛安娜·奈德决定完成一项30年前未竟的壮举——跨越110英里的佛罗里达海峡，从古巴游到美国佛罗里达州，中间不停歇。为此，她让前搭檔、好友邦妮·斯托尔执导。尽管外界认为奈德年事已高，无法胜任这项旅程，奈德还是和邦妮搬到了佛州的偏远小镇基韋斯特，方便进行训练，同时聘请领航员约翰·巴雷特在游泳过程中指向。为了防范游泳途中的鲨鱼攻击，奈德佩戴了用于防止鲨鱼攻击的鲨盾，没有套上鲨笼。
2011年8月，奈德开启了自1978年以来，第一次横渡佛罗里达海峡的旅程。然而猛烈的洋流将她推离航线，横渡被迫暂停。一个月后，奈德再次尝试渡海，结果被立方水母蜇伤，在场医护人员见状立马跳进水里施救，也被水母包围，需要救援。虽然水母在奈德的体内注射了毒液，奈德仍坚持要负伤前行。经过一番扰攘，邦妮和约翰让奈德继续游，结果奈德再次被螫傷，失去了意识，醒来时已经在船上。
奈德在医院养病的时候，邦妮说自己对奈德置性命于不顾的行为很是担心，说奈德把个人的梦想凌驾于船员的安全之上。奈德恳求大家再给她一次机会，并咨询了立方水母专家，专家给了她一件专用防护泳衣。展现奈德进行训练的过程中，电影反复穿插了奈德童年经历，当中出现了她被童年时的游泳教练杰克·尼尔森性虐待的痛苦经历。
2012年8月，时隔一年，奈德不顾约翰警告天气条件恶劣，再度出发。奈德游泳过程中突发雷暴，约翰的船开始进水。邦妮叫奈德赶紧中止任务，即便奈德恳求大家让继续前行。回到岸上，奈德始终不承认自己被击败，还想继续尝试，最终与邦妮发生激烈争吵。邦妮痛骂奈德自大，后悔自己当初不应该辞去教练工作，毅然决然地帮助奈德实现梦想，而把自己的梦想给丢了。
没过多久，奈德打电话给约翰，为之前的行为道歉。约翰接受道歉，但表示不能再陪奈德出海，因为自己有许多更为急迫的事情要处理，包括财务问题。奈德又上门给邦妮道歉，两人和好如初。邦妮告诉奈德，尼尔森已经去世，而这个噩耗让奈德回想起之前的痛苦经历。随后邦妮决定再次给奈德训练，两人的关系更胜以往。约翰也回来当领航员，此时他透露自己病情严重，恐不久于人世，希望在有生之年目睹奈德实现壮举。
2013年8月31日，奈德第五次尝试横渡。现场的洋流很有利，但危险很快便到来，一头鲨鱼正在向奈德等人迫近，此时奈德的鲨盾出现故障。船员助手及时跳入水中引开鲨鱼，最终鲨鱼游走。几个小时，奈德的身体出现了疲劳的迹象，开始浮现《綠野仙蹤》黄砖路及印度泰姬陵的幻觉。为了给奈德加油打气，邦妮跳入水中，恳求奈德继续前进。后来基韦斯特海岸线出现在大家眼前，船员兴奋地告诉奈德，终点已经越来越近。9月2日，奈德成功抵达基韦斯特海岸，大批民众到场围观奈德登岸。只见奈德逐渐浮上水面，缓步走上沙滩，众人集体庆祝。在接受现场记者采访的时候，奈德说自己只想说三件事：“第一，永远不要放弃；第二，永远不要因为年纪太大而放弃追逐梦想；第三，这件事看起来是我一个人单打独斗，但其实背后有一支团队。”

## 演员
- 安妮特·班寧 饰 黛安娜·奈德[4]
  - 安娜·哈里特·皮特曼（Anna Harriette Pittman）饰 14岁的奈德
- 茱迪·科士打 饰 邦妮·斯托尔（英语：Bonnie Stoll）[5]
- 瑞斯·伊凡斯 饰 约翰·巴雷特（John Bartlett）[6]
- 卡莉·罗滕伯格（英语：Karly Rothenberg） 饰 迪·布拉迪（Dee Brady）
- 洁娜·易（Jeena Yi）饰 安吉尔·亚纳吉哈拉（Angel Yanagihara）
- 卢克·科斯格罗夫（Luke Cosgrove）饰 卢克·蒂普尔（Luke Tipple）
- 埃里克·T·米勒（Eric T. Miller）饰 杰克·纳尔逊（英语：Jack Nelson (swimmer)）
- 加兰·斯科特（Garland Scott）饰 乔恩·罗斯（Jon Rose）
- 约翰尼·卡森 饰 自己

## 制作
2022年1月，消息指Netflix买下电影发行权。同年3月，消息指制片正在进行中。

## 发行
电影于2023年9月1日在第50届特柳赖德电影节首映，海外首映礼于9月12日在第48届多伦多国际电影节举行。2023年10月20日，电影登陆部分院线，11月3日上线Netflix。

## 反响
根据評論匯總网站爛番茄汇总的156篇评论文章，86%的评论家给予该作正面评价，平均打分为7分（满分10分）。该网站总结的评论家共识是“从严格意义上说，《奈德》是一部得益于其剧情、令人振奋的体育传记片，但真正让这部影片得以流传的是安妮特·贝宁和朱迪·福斯特的出色表演。”在Metacritic上，根據34位影評人給予64分（滿分100分），這部電影獲得了「普遍好評」。
理查德·罗珀认为电影是一部“振奋人心的传记片”，表示“当贝宁和福斯特一起出现在荧幕的时候，电影的魅力就在于此。他们两人不只有默契，还是制造默契的专家。”Mashable的西丹特·阿德拉卡（Siddhant Adlakha）写道：“这是一部讲年龄既是障碍，又是勇气的电影，它让贝宁和福斯特这两位耳顺之年的演员优雅地扮演同龄角色。不管这部电影如何努力去展现角色面对过去数十年创伤的勇气，它还是成功地以十倍讲述了角色现在选择的生活方式。《奈德》营造出生动的情感高潮，这种高潮感觉就像是出自好莱坞传记片中的伤感剧本。但是，这些高潮场面以情感共鸣的表演为核心，使得这些戏份突破了陈词滥调。”不过，他也批评对性虐待情节的处理“在剧情上错位”，“幸好（电影）始终关注身体压力及痛苦问题，始终保持足够的风险及零星的紧张感来读过这些难关，从而使这部作品如同水上版《耶穌受難記》。”《纽约时报》的艾米·尼科尔森（Amy Nicholson）说贝宁和福斯特同框的戏份“以毫不费力的速记方式捕捉了一段长达数十年的友情”。
Vulture的艾莉森·威尔莫尔（Alison Willmore）赞扬电影巧妙避开让传主变得讨喜的老套路，赞赏贝宁对角色及身体转变的贡献。艾莉森称“尽管有这样的奉献精神，这部电影对主角的塑造还是比较空洞，这就意味着贝宁的表演从未完全引起共鸣”，所以“我们根本没有看到任何（戴安娜）在训练之外的生活，或者大部分”。RogerEbert.com的克里斯蒂·勒米尔写道：“由于有一个更棘手、更混乱、更具挑衅性的故事要讲述，电影制作人改用了简单的构思，这看上去令人沮丧。” 克里斯蒂也发现电影诡异地回避了对奈德出于修饰而杜撰的历史，同时特别表扬了演员的表演，称“很乐意看到福斯特再次深入这种有趣而充实的角色。邦妮是会斥责戴安娜令人讨厌行为的人，至少是在直到瑞斯·伊凡斯姗姗来迟之前。伊凡斯是一位不苟言笑的船长，在戴安娜一次又一次艰难的尝试中与她一起航行。”克里斯蒂总结道，《奈德》“可能不是关于……成就的最伟大的电影，但足够有趣”.。
雷克斯·里德认为电影是一部“令人不寻常地兴奋”的作品，“让人到最后一刻都有共鸣”，并高度赞扬了贝宁和福斯特的表演。彼得·崔維斯说贝宁的表演如同“身体和灵魂都处于巅峰状态”，又认为福斯特“充满活力”。他认为两人的合作“天衣无缝”。伦纳德·马耳他称《奈德》是他2023年最喜欢的一部电影：“《奈德》是一部引人入胜的传记片，可能会有些平淡，或者说说教，或者说沉闷。然而，在在纪录片制片人吉米·金和伊丽莎白·柴·瓦沙赫利的手中，加上朱莉娅·考克斯的巧妙剧本，影片得到飞速进展。今年最大的乐事，莫过于看安妮特·班寧和茱迪·科士打同台飙戏，完全融入他们的角色，看起来根本不像表演。另外，我也提名瑞斯·伊凡斯最佳男配角奖。”

### 奖项
| 大奖                         | 颁奖日期       | 奖项                       | 获得者 | 结果  | 参考          |
| ---------------------------- | -------------- | -------------------------- | --- | ----- | ------------- |
| 酷儿帮大奖                   | 2023年2月28日  | 下一件大事                 | 《奈德》 | 提名  | [ 23 ]        |
| 米尔谷电影节                 | 2023年10月16日 | 值得期待的综艺编剧         | 朱莉娅·考克斯 | 獲獎  | [ 24 ]        |
| 好莱坞媒体音乐奖             | 2023年11月15日 | 最佳电影原创配乐           | 亚历山大·德斯普拉 | 提名  | [ 25 ] [ 26 ] |
| 华盛顿特区影评人协会奖       | 2023年12月10日 | 最佳女配角                 | 茱迪·科士打 | 提名  | [ 27 ]        |
| 芝加哥影评人协会             | 2023年12月12日 | 最佳女配角                 | 茱迪·科士打 | 提名  | [ 28 ]        |
| 达拉斯—沃斯堡影评人协会      | 2023年12月12日 | 最佳女配角                 | 茱迪·科士打 | 亚军  | [ 28 ]        |
| 女性影评人圈                 | 2023年12月18日 | 最佳女主角                 | 安妮特·班寧 | 亚军  | [ 29 ]        |
| 女性影评人圈                 | 2023年12月18日 | 最佳女配角                 | 茱迪·科士打 | 提名  | [ 29 ]        |
| 女性影评人圈                 | 2023年12月18日 | 最佳性别平等之作           | 《奈德》 | 提名  | [ 29 ]        |
| 女性影评人圈                 | 2023年12月18日 | 最佳荧幕情侣               | 安妮特·班寧和茱迪·科士打 | 獲獎  | [ 29 ]        |
| 聖地牙哥影評人協會           | 2023年12月19日 | 最佳女配角                 | 茱迪·科士打 | 提名  | [ 30 ]        |
| 都柏林影评人协会奖           | 2023年12月19日 | 最佳女主角                 | 安妮特·班寧 | 第8名 | [ 31 ]        |
| 女性电影记者联盟             | 2024年1月3日   | 反年龄歧视女士             | 茱迪·科士打 | 提名  | [ 32 ]        |
| 女性电影记者联盟             | 2024年1月3日   | 反年龄歧视女士             | 安妮特·班寧 | 獲獎  | [ 32 ]        |
| 女性电影记者联盟             | 2024年1月3日   | 最大胆表演                 | 安妮特·班寧 | 提名  | [ 32 ]        |
| 金球獎                       | 2024年1月7日   | 最佳女主角                 | 安妮特·班寧 | 提名  | [ 33 ]        |
| 金球獎                       | 2024年1月7日   | 電影女配角                 | 茱迪·科士打 | 提名  | [ 33 ]        |
| 舊金山灣區影評人協會         | 2024年1月9日   | 最佳女配角                 | 茱迪·科士打 | 提名  | [ 34 ] [ 35 ] |
| 哥倫布影評人協會             | 2024年1月9日   | 最佳配角演出               | 茱迪·科士打 | 獲獎  | [ 34 ]        |
| 评论家选择电影奖             | 2024年1月14日  | 最佳女配角                 | 茱迪·科士打 | 提名  | [ 36 ]        |
| 美国退休人员协会成年人电影奖 | 2024年1月17日  | 最佳女配角                 | 茱迪·科士打 | 獲獎  | [ 37 ]        |
| 美国退休人员协会成年人电影奖 | 2024年1月17日  | 最佳女主角                 | 安妮特·班寧 | 獲獎  | [ 37 ]        |
| 化妆师发型师工会             | 2024年2月18日  | 最佳当代题材长片化妆       | 费莉西蒂·鲍林（Felicity Bowring）、安·玛丽·赫尔利（Ann Maree Hurley）、朱莉·休伊特、马哈·莱斯纳（Mahar Lessner）                                                                     | 待定  | [ 38 ]        |
| 化妆师发型师工会             | 2024年2月18日  | 最佳当代题材长片发型       | 丹尼尔·库雷（Daniel Curet）、凡妮莎·科伦坡（Vanessa Columbo）、恩佐·安格利（Enzo Angileri）、达琳·布鲁菲尔德（Darlene Brumfeld）                                                     | 待定  | [ 38 ]        |
| 服装设计师工会奖             | 2024年2月21日  | 最佳当代题材电影           | 凯莉·琼斯（Kelli Jones） | 待定  | [ 39 ]        |
| 视觉效果工会奖               | 2024年2月21日  | 最佳电影真实感辅助视觉效果 | 杰克·布拉弗（Jake Braver）、菲奥娜·坎贝尔（Fiona Campbell）、韦斯盖特·R（Westgate R.）、克里斯托弗·怀特（Christopher White）、莫森·穆萨维（Mohsen Mousavi）、丹恩·塔米（Dann Tarmy） | 待定  | [ 40 ]        |
| 视觉效果工会奖               | 2024年2月21日  | 最佳电影真实感效果模拟     | 科尔比尼安·迈耶（Korbinian Meier）、辛迪·萨尔菲尔德（Sindy Saalfeld）、大卫·米契尔森（David Michielsen）、安德烈亚斯·弗霍夫塞克（Andreas Vrhovsek）（模拟暴风雨水域）                | 待定  | [ 40 ]        |
| 美國演員工會獎               | 2024年2月24日  | 最佳女主角                 | 安妮特·班寧 | 提名  | [ 41 ]        |
| 美國演員工會獎               | 2024年2月24日  | 最佳女配角                 | 茱迪·科士打 | 提名  | [ 41 ]        |
| 奥斯卡金像奖                 | 2024年3月10日  | 最佳女主角                 | 安妮特·班寧 | 提名  | [ 42 ]        |
| 奥斯卡金像奖                 | 最佳女配角     | 茱迪·科士打                | 提名 |       | [ 42 ]        |
| 同志媒體獎                   | 2024年3月14日  | 最佳流媒体或电视电影       | 《奈德》 | 待定  | [ 43 ]        |

## 历史偏误

### 认定及记录争议
奈德四年四次尝试从古巴游到佛罗里达，但由于缺乏独立观察员、记录不完整，这项活动始终未得到认定。吉尼斯世界纪录撤销了对奈德成就的认定。对此，尼亚德表示：“也许我太傲慢了，仿佛在说‘我不需要向任何人证明这一点’，那是我的错”。
《洛杉矶时报》称奈德对自己之前游泳的纪录撒谎。奈德称自己在1968年夏季奥林匹克运动会的选拔赛上得到第六名，但事实上她没有参赛。另外，奈德在回忆录《Find a Way》，也就是电影改编蓝本中表示，自己是在曼哈顿附近游泳的第一人，但实际上她是第七人。
支持奈德的人认为，对奈德这位女性游泳运动员进行事无巨细的审视，无疑是对一位女强人的性别歧视。反对她的人则认为，马拉松游泳是少有女性成绩经常比男性好的运动项目。诸如格特鲁德·埃德尔、格蕾塔·安诺生、雪莱·泰勒·史密斯、辛迪·尼古拉斯等运动员都被游泳界认为在耐力及速度上打败男性。曾是游泳健将的记者伊莱·K·豪利（Elaine K. Howley）表示：“奈德的粉丝一直反过来攻击我们仇女、恐同，却不肯往事实前进。我觉得马拉松游泳对LGBTQ+社群十分友好，也欢迎女性老年人。所以（粉丝的指责）都是稻草人理论，仅仅因为某人属于边缘化群体的一部分，就觉得他们提出非凡的主张的时候，你不能提出问题。”
2023年9月，世界开放水域游泳协会（World Open Water Swimming Association）公布了奈德2013年从古巴横渡佛罗里达的调查结果，再次拒绝认定该次游泳属实。报道指出，这次横渡是按照佛罗里达海峡开放水域游泳协会（Florida Straits Open Water Swimming Association）制定的规则和程序完成的，然而这套规则和程序在横渡时并不存在，当时佛州协会的标准是基于英吉利海峡协会（English Channel Association）的标准。此外，这次游泳的观察员日志也不完整，关键的过夜九小时没有记录下来，船员对这九小时的说法不一。

### 与实际的出入
电影简化了奈德从古巴游到佛罗里达州的过程，说她只用了一艘船作为辅助，以实现“无协助”游泳。然而事实上，游泳过程中有好几艘船，有一组人员配备全面的船员，而且也用了各种各样的设备，这些跟无协助的说法完全相反。而电影出于戏剧效果呈现的事件实际上没有发生，譬如2013年那次横渡出现的鲨鱼攻击，这次攻击并没有在奈德横渡时出现，在其他运动员有记录的马拉松游泳中却出现。另外，电影不准确地说奈德能在英吉利海峡游了7.5个小时，忽略这一壮举的罕见性，以及奈德多次尝试但失败。